# Маят, Валентин Сергеевич
Валенти́н Серге́евич Мая́т (17 октября 1903, Москва, Российская империя — 23 октября 2004, там же, Россия) — советский хирург, учёный и педагог, создатель научной школы, доктор медицинских наук, профессор, Герой Социалистического Труда (1969), Заслуженный деятель науки РСФСР (1967). Лауреат Государственной премии СССР.

## Биография
Родился 17 октября 1903 года в Москве. В 1925 году окончил медицинский факультет 2-го Московского медицинского института. Работал ассистентом на кафедре хирургии.
С 1939 года в Красной Армии. Работал хирургом. Участвовал в советско-финляндской войне. В годы Великой Отечественной войны руководил эвакуационными госпиталями, а также сам работал хирургом. Выполнил около пяти тысяч операций.
После войны вернулся во 2-й Московский медицинский институт. В 1945 году защитил докторскую диссертацию. В 1949 году работал в Китайской Народной Республике. После КНР стал заведующим кафедрой госпитальной хирургии 2-го Московского медицинского института, главным хирургом 4-го Главного управления Министерства здравоохранения СССР.
Опубликовал более 300 научных работ в основном по хирургическому лечению приобретенных пороков сердца, язвенной болезни и её осложнений, механизмам регуляции желудочной секреции. Указом Президиума Верховного Совета СССР от 17 февраля 1969 года Маяту Валентину Сергеевичу присвоено звание Героя Социалистического Труда с вручением ордена Ленина и золотой медали «Серп и Молот».
На пенсии с 1985 года. Консультировал больных в лечебных учреждениях Москвы. Жил в Москве. Скончался 23 октября 2004 года. Похоронен на Донском кладбище в Москве.

## Награды и звания
- Герой Социалистического Труда (17 февраля 1969 года).
- Три ордена Ленина (15 сентября 1961 года; 17 февраля 1969 года; 16 октября 1973 года).
- Орден Трудового Красного Знамени (11 августа 1978 года).
- Орден Дружбы народов (27 сентября 1993 года) — за большой вклад в развитие медицинской науки и подготовку высококвалифицированных специалистов для здравоохранения[1].
- Медаль «За трудовую доблесть» (17 сентября 1943 года).
- другие медали.
- Заслуженный деятель науки РСФСР (6 апреля 1967 года).